# گوهرمرغ دم‌سفید
گوهرمرغ دم‌سفید (نام علمی: Xipholena lamellipennis) نام یک گونه از تیره گوهرمرغان است.